# Municipio de Chester (condado de Wayne)
El municipio de Chester (en inglés: Chester Township) es un municipio ubicado en el condado de Wayne en el estado estadounidense de Ohio. En el año 2010 tenía una población de 3066 habitantes y una densidad poblacional de 28,42 personas por km².

## Geografía
El municipio de Chester se encuentra ubicado en las coordenadas 40°51′14″N 82°3′29″O / 40.85389, -82.05806. Según la Oficina del Censo de los Estados Unidos, el municipio tiene una superficie total de 107.88 km², de la cual 107,54 km² corresponden a tierra firme y (0,31 %) 0,34 km² es agua.

## Demografía
Según el censo de 2010, había 3066 personas residiendo en el municipio de Chester. La densidad de población era de 28,42 hab./km². De los 3066 habitantes, el municipio de Chester estaba compuesto por el 97,91 % blancos, el 0,49 % eran afroamericanos, el 0,03 % eran amerindios, el 0,2 % eran asiáticos, el 0,33 % eran de otras razas y el 1,04 % eran de una mezcla de razas. Del total de la población el 0,85 % eran hispanos o latinos de cualquier raza.